# Landtag del Salisburghese
Il Landtag del Salisburghese (in tedesco Salzburger Landtag) è l'assemblea legislativa monocamerale dello Stato federato austriaco del Salisburghese. La sede del parlamento è il Chiemseehof.